# Hitotsubashi Group
De Hitotsubashi Group (一ツ橋グループ, Hitotsubashi Gurūpu) is een keiretsu uitgeversgroep gelegen te Hitotsubashi, Chiyoda, Tokio, Japan. Dit conglomeraat bestaat uit Shogakukan, Shueisha, Hakusensha en andere gerelateerde uitgeverijen. De naam van de groep verwijst naar de locatie waar de hoofdleden van de groep hun hoofdkwartier hebben: Hitotsubashi te Tokio. De groep wordt voornamelijk gerund door de invloedrijke Oga familie.
De groep werd opgericht toen Shogakukan, welke toen vooral focuste op educatieve tijdschriften, besloot om een afdeling te openen dat specialiseert in entertainment tijdschriften (Shueisha). Later begon Shogakukan ook met vrijetijdsmagazines, waardoor beiden rivalen werden. De groep werd toen gevormd zodat beide bedrijven elkaar konden helpen groeien. Hun hoofdkwartieren zijn naast elkaar gelegen.

## Groepsleden
- Hakusensha
- President
- Shodensha
- Shogaku Tosho
- Shogakukan
- Shogakukan-Shueisha Productions (Shopro)
- Shorinsha
- Shotsu
- Showa Tosho
- Shueisha
- Viz Media
- Viz Media Europe